# 索菲娅·马齐耶夫斯卡
索菲娅·博赫丹诺芙娜·马齐耶夫斯卡（烏克蘭語：Софія Богданівна Мацієвська，2004年9月3日—），乌克兰女子花样游泳运动员，2022年世界游泳锦标赛自由组合和焦点自选金牌得主、集体自由自选银牌得主。。